# Rodrigo Hernández Cascante
Rodrigo Hernández Cascante, més conegut com a Rodri, (Madrid, 22 de juny de 1996) és un futbolista espanyol que juga com a migcampista pel Manchester City FC. És internacional amb la selecció espanyola.

## Carrera de club
Rodri va ingressar al planter de l'Atlètic de Madrid el 2007, a 11 anys. Fou descartat el 2013 a causa de "manca de fortalesa física", i va marxar al Vila-real CF.
El 7 de febrer de 2015, mentre encara era juvenil, Rodri va debutar com a sènior amb el Vila-real CF B, entrant com a suplent als darrers minuts en una victòria fora de casa per 3–1 contra el RCD Espanyol B. Quinze dies més tard fou titular per primer cop, en una victòria per 2–0 contra el Real Zaragoza B.
El 17 de desembre de 2015 Rodri va debutar amb el primer equip, com a titular en una victòria per 2–0 a la Copa del Rei a casa contra la SD Huesca. Va debutar a La Liga el 17 d'abril de l'any següent, entrant a la segona part per substituir Denis Suárez en una derrota per 1–2 a fora contra el Rayo Vallecano.
El 4 de desembre de 2017, després d'haver-se consolidat com a titular, Rodri va renovar el seu contracte fins al 2022. Va marcar el seu primer gol a la màxima categoria del futbol espanyol el 18 de febrer de 2018, en un empat 1–1 a fora contra el RCD Espanyol.

### Atlètic de Madrid
El 24 de maig de 2018, Rodri va retornar a l'Atleti després que el club arribés a un acord amb el Vila-real pel seu traspàs. Va signar un contracte de cinc anys amb els madrilenys, a canvi de 20 milions d'euros més 5 milions en variables. Va debutar el 15 d'agost en partit de la Supercopa d'Europa a Tallinn, tot jugant els primers 71 minuts en un partit que acabà en victòria per 4–2 a la pròrroga contra el Reial Madrid.

### Manchester City

#### Temporada 2019–20
El 3 de juliol de 2019, el Manchester City FC va pagar els 62.6 milions de lliures de la clàusula de rescissió del jugador, per desvincular-lo de l'Atlètic de Madrid. El fitxatge va establir un nou rècord en aquesta mena de pagaments del Manchester City. Va signar un contracte de 5 anys de durada.
Rodri va debutar en la FA Community Shield de 2019 el 4 d'agost a l'estadi de Wembley, jugant els 90 minuts en un partit que acabà en empat 1-1 contra el Liverpool FC i que el City va acabar guanyant als penals. Va debutar en la Premier League contra el West Ham United FC sis dies més tard, en una victòria per 5–0 a fora, i el 14 de setembre va marcar el seu primer gol en una derrota per 3–2 a fora contra el Norwich City FC.
L'octubre de 2019 es va anunciar que estaria de baixa per un mes a causa d'una lesió als isquiotibials.
L'1 de març de 2020, el City va guanyar l'EFL Cup a Wembley per tercer cop consecutiu, vencent l'Aston Villa FC per 2–1 a la final. Rodri va rematar de cap el segon gol del City, que fou el que finalment va donar la victòria.

#### Temporada 2020–21
El 13 de febrer de 2021, Rodri va marcar el primer gol del City, de penal, en una victòria per 3–0 contra el Tottenham Hotspur FC.

#### Temporada 2022–23
Rodri guanya la seva primera Champions League, sent titular i marcant l'únic gol de la final contra l'Inter de Milà, disputada a Istanbul.

## Palmarès
Atlético de Madrid
- 1 Supercopa d'Europa: 2018[11]

Manchester City
- 1 Campionat del Món de clubs: 2023
- 1 Lliga de Campions de la UEFA: 2022-23
- 1 Supercopa d'Europa: 2023
- 4 Premier League: 2020-21, 2021-22, 2022-23, 2023-24
- 1 Copa anglesa: 2022-23
- 2 Copes de la lliga anglesa: 2019-20,[22] 2020-21[23]
- 1 Community Shield: 2019[15]

Espanya
- 1 Eurocopa: 2024[24]
- 1 Lliga de les Nacions de la UEFA: 2022-23[25]

Individual
- MVP de la UEFA Champions League 2022-2023
- Pilota d'Or 2024
- MVP del Mundial de Clubs
- MVP Eurocopa 2024